# HD78935
HD78935 — хімічно пекулярна зоря спектрального класу A2, що має видиму зоряну величину в смузі V приблизно  5,9.
Вона  розташована на відстані близько 291,0 світлових років від Сонця.

## Фізичні характеристики
Зоря HD78935 обертається 
досить швидко 
навколо своєї осі. Проєкція її екваторіальної швидкості на промінь зору становить  Vsin(i)=128км/сек.